# Святые врата

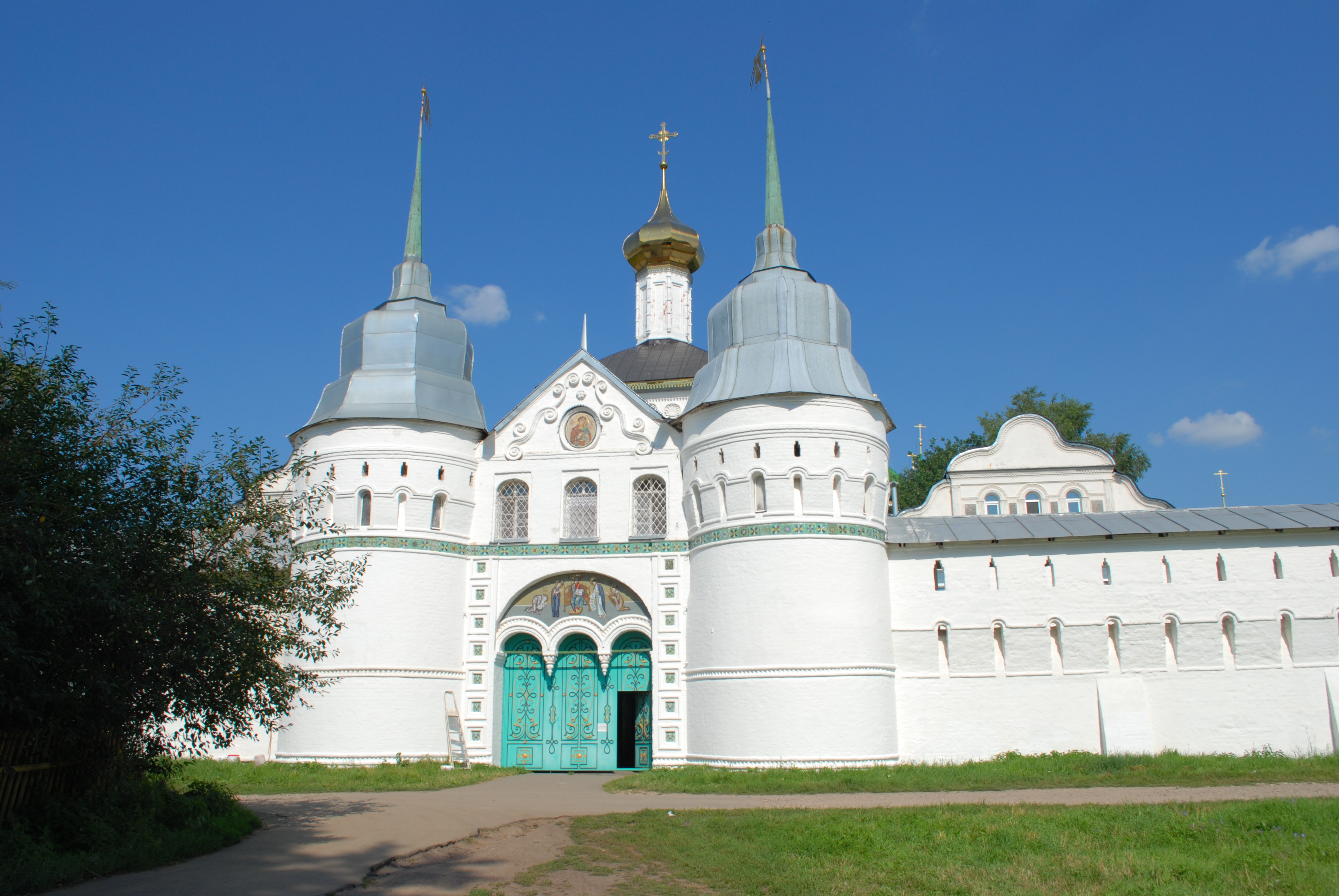
Святые врата Толгского монастыря с надвратной церковью

о царских вратах в православном храме, именующихся иногда святыми вратами см. статью Царские врата
Святы́е врата́ (Святы́е воро́та) — главный вход в православный монастырь, скит, монастырское или архиерейское подворье, над которым размещена надвратная икона с изображением особо чтимого в обители святого или праздника. В крупных монастырях над святыми воротами, как правило, надстроен надвратный храм. В ростово-ярославской традиции времён митрополита Ионы Сысоевича надвратный храм было принято фланкировать двумя симметричными башнями.